# الیاس بانزا
الیاس بانزا (۲۸ ژوئیه ۱۹۰۴ _دسامبر ۱۹۷۰) یک جاسوس بود که در طول جنگ جهانی دوم به نفع رایش سوم فعالیت می‌کرد. اسم رمز وی در دستگاه اطلاعاتی آلمان، «سیسرو» بود.
وی نقش مهمی در جمع‌آوری اطلاعات برای عملیات پرش بلند، با هدف ترور هم‌زمان ژوزف استالین، وینستون چرچیل، و فرانکلین روزولت در کنفرانس ۱۹۴۳ تهران را داشت.